# Klaus F. Geiger
Klaus F. Geiger (* 1940 in Stuttgart) ist ein deutscher Sozialwissenschaftler und emeritierter Professor der Gesamthochschule Kassel.

## Leben und Werk
Nach einem Studium der Philologie arbeitete Geiger zunächst als Deutschlektor und Gymnasiallehrer, später absolvierte er ein weiteres Studium im Bereich der Sozialwissenschaften. Seit 1981 war er in diesen Bereich wissenschaftlicher Mitarbeiter an der Gesamthochschule Kassel. 1993 habilitierte er dort mit dem Thema „Ethnische und nationale Identifikationen in westeuropäischen Gesellschaften“ und wurde 1998 zum Professor berufen.
In den 70er Jahren befasste sich Geiger mit der Kriegsdarstellung in Massenmedien und Trivialliteratur, insbesondere mit der Darstellung des Zweiten Weltkrieges. Dabei führte er auch eine detaillierte Analyse der Heftroman-Reihe "Der Landser" durch. Später während seiner Zeit an der Gesamthochschule Kassel forschte er auf den Gebieten Migrationsforschung und interkulturelles Lernen und war am Aufbau des Studienganges Ausländerpädagogik beteiligt.
Geiger war einer der Unterzeichner der 2006 in der Wochenzeitung Die Zeit von 60 Migrationsforschern veröffentlichten Petition "Gerechtigkeit für die Muslime!", die insbesondere die Sozialwissenschaftlerin und Frauenrechtlerin Necla Kelek kritisierte und staatlichen Stellen vorwarf, sie würden sich auf die falsche Experten verlassen und Erkenntnisse der Migrationsforschung ignorieren. Diese Petition geriet anschließend selbst in die Kritik und führte unter anderem zu einem von Hartmut Krauss initiierten Gegenaufruf "Gerechtigkeit für demokratische Islamkritikerinnen".

## Schriften (Auswahl)
- Bekannte Fremde. Geschichten aus dem interkulturellen Alltag. IKO-Verlag 2007, ISBN 978-3-88939-854-3
- mit Manfred Kieserling: Asiatische Werte: Eine Debatte und ihr Kontext. Westfälisches Dampfboot 2001, ISBN 978-3-89691-489-7
- Interkulturelles Lernen mit Sozialkundebüchern ?. Universität-Gesamthochschule Kassel 1997, ISBN 978-3-88122-929-6
- mit Rainer Marpe: Untersuchungen zur Arbeitsmigration in Kassel / Muttersprachlicher Unterricht für ausländische Schülerinnen und Schüler: Untersuchungen an Kasseler Schulen: BD 2. 1992, ISBN 978-3-925257-12-4
- Kriegsromanhefte in der BRD. Inhalte und Funktionen. Tübinger Vereinigung für Volkskunde e.V. 1974